# Нумерий Фабий Пиктор
Нумерий Фабий Пиктор (лат. Numerius Fabius Pictor) — политический и военный деятель Римской республики.
Происходил из патрицианского рода Фабиев. Его отцом был известный художник Гай Фабий Пиктор, а братом — тёзка отца и консул 269 года до н. э. В 273 году до н. э. Пиктор предположительно входил в состав сенатской делегации к египетскому царю Птолемею II Филадельфу, направленную для заключения союза между двумя государствами.
В 266 году до н. э. Пиктор избирается консулом вместе с Децимом Юнием Перой. Сначала консулы двинулись против сарсинатов, которые жили в северной Умбрии. Одержав быструю победу, римляне покорили эту область. За это Нумерий Пиктор получил триумф. В том же году римская армия начала войну против союзников Тарента — салентинов и мессапов в Апулии. Разбив их, консулы окончательно завершили покорение южной Италии. За эту победу Нумерий вместе с коллегой также получил триумф.